# Guatteria conspicua
Guatteria conspicua este o specie de plante angiosperme din genul Guatteria, familia Annonaceae, descrisă de Robert Elias Fries. Conform Catalogue of Life specia Guatteria conspicua nu are subspecii cunoscute.